# カール (バーデン大公)
カール（ドイツ語: Karl, 1786年7月8日 - 1818年12月8日）は、バーデン大公国の第2代大公（在位：1811年 - 1818年）。全名はカール・ルートヴィヒ・フリードリヒ（Karl Ludwig Friedrich）。初代バーデン大公カール・フリードリヒの孫。

## 生涯
1786年7月8日、バーデン＝ドゥルラハ辺境伯カール・フリードリヒの長男であるカール・ルートヴィヒと、その妃でヘッセン＝ダルムシュタット方伯ルートヴィヒ9世の娘であるアマーリエの間に第6子（次男）としてカールスルーエで生まれた。兄のカール・フリードリヒはこのとき既に歿していたため、1801年に父がスウェーデンで事故死すると法定推定相続人となった。
バーデンは1803年に選帝侯となり、さらに1806年に神聖ローマ帝国が解体すると大公国となった。1811年に祖父が死去するとカールは大公位に即いた。当初バーデンはライン同盟に加盟していたが、1813年のライプツィヒの戦いの後はフランスから離れた。クレメンス・メッテルニヒが主宰したウィーン会議に参加し、1815年に成立したドイツ連邦の原加盟国となった。
1818年12月8日にラシュタットで死去。息子はともに夭逝していたため、叔父のルートヴィヒ1世が大公位を嗣いだ。
素性不明の捨て子カスパー・ハウザーに関する噂の一つに、カスパー・ハウザーは1812年に誕生後すぐに死去したとされたカールの長男であったというものがある。

## 結婚と子女
1806年4月8日にナポレオン・ボナパルトの養女であるステファニー・ド・ボアルネとパリで結婚した。彼女との間には以下の子供をもうけた。
- ルイーゼ・アマーリエ・シュテファニー（1811年 - 1854年） - スウェーデン王子グスタフ妃
- 男子（1812年9月10日 - 1812年10月16日）
- ヨゼフィーネ・フリーデリケ・ルイーゼ（1813年 - 1900年） - ホーエンツォレルン＝ジグマリンゲン侯カール・アントン妃
- アレクサンダー（1816年5月1日 - 1817年5月8日）
- マリー・アマーリエ・エリーザベト・カロリーネ（1817年 - 1888年） - ハミルトン公爵ウィリアム・ハミルトン夫人